# Bernd Müllender
Bernd Müllender (* 11. August 1956 in Duisburg) ist ein deutscher Freier Journalist und Buchautor.

## Leben und Wirken
Nach seiner Schulzeit studierte Müllender von 1976 bis 1982 Wirtschaftswissenschaft und Publizistikwissenschaft an der RWTH Aachen und an der Westfälischen Wilhelms-Universität Münster und beendete diese Studiengänge ohne Abschluss, nachdem er 1982 ein Stipendium für Wissenschaftsjournalismus der Robert Bosch Stiftung bekommen hatte. Anschließend absolvierte er in den Jahren 1982/1983 Praktika bei der Zeitschrift Die Zeit, dem Westdeutschen Rundfunk Köln und bei der Westdeutschen Allgemeine Zeitung.
Seit 1984 ist Müllender als freier Journalist unter anderem tätig für die TAZ, Süddeutsche Zeitung, Die Zeit, den Tagesspiegel, die Tageswoche Basel, Publik-Forum, Grenz-Echo in Eupen sowie die Aachener Nachrichten und Aachener Zeitung. Darüber hinaus schrieb er bisher mehrere Bücher, die beispielsweise in den Verlagen Eichborn, Herder, Klartext, S. Fischer und Ch. Links sowie im Grenz-Echo-Verlag und im Eifeler Literaturverlag erschienen sind.
In seinen Büchern setzt sich Müllender teils provokativ, teils amüsant, mit aktuellen Ereignissen und Beobachtungen auseinander und mischt sich oftmals in die politische Meinungsbildung mit ein. So stellte er sich in seinen ersten Büchern auf die Seite der Kriegsdienstverweigerer (KDV) und gab diesen – Müllender ist selbst nachträglicher Verweigerer – dezidierte Ratschläge für ihre KDV-Anträge. Später skizzierte er als Produkt seiner Eigenschaft als Sportreporter in seinen Büchern auf humorvolle Art die spezielle „Fansprache“ vor allem beim Fußball und das emotionale Erlebnis als Zuschauer im Stadion und am Fernseher, zuletzt mit Manfred Kriener. Als Journalist drückt Müllender seine Liebe zu den belgischen Nachbarn in bisher zwei erschienene Bücher aus, einem Länderporträt Belgiens und einem Buch über die 100 schönsten Orte Ostbelgiens. Mit seinem neuesten Buch, dem Roman „Die Zahl 38.185“ aus dem Jahr 2021, setzt er sich sehr persönlich mit dem Bürgerbegehren Radentscheid in Aachen auseinander. 2022 erschien zudem eine Sammlung journalistischer Texte Müllenders zu Aachen und Ostbelgien im Eifeler Literaturverlag.
Müllender hat einen Sohn (* 2006) und ist einer der Gründungsstifter der Bürgerstiftung Lebensraum Aachen. Zusammen mit Initiator Heinz Jussen und anderen organisierte er den Friedensfackellauf „Flame for Peace“ von Sarajevo nach Aachen und nahm selbst am Lauf teil, ein Projekt des Aachener Netzwerks für humanitäre Hilfe und interkulturelle Friedensarbeit e. V. Über seinen Lieblingssport Golf schreibt Müllender seit 2019 eine monatliche Kolumne in der taz.

## Schriften (Auswahl)
- Studium der Wirtschaftswissenschaften : Tips für das erfolgreiche Studium, Studienverlag Köln, 1981
- Nicht mehr mit uns! : Reservisten verweigern, zusammen mit Peter Vermeulen, Pahl-Rugenstein, Köln 1983, ISBN 978-3-7609-0749-9
- Handbuch für Kriegsdienstverweigerer, zusammen mit Winfried Schwamborn, Papy-Rossa-Verlag, Köln 1991, ISBN 978-3-89438-024-3
- Gib mich die Kirsche, Deutschland! : Bunte Liga und Alternativfussball, zusammen mit Jürgen Nendza, Klartex Verlag, Essen 1992, ISBN 978-3-88474-019-4
- Am Fuß der Blauen Berge : Flipper, Beat-Club, Onkel Lou: die Flimmerkiste in den 50er und 60er Jahren, zusammen mit Achim Nöllenheidt, Klartext Verlag, Essen 1994, ISBN 978-3-88474-062-0
- Weg damit! : 25 Reportagen vom lustvollen Abschaffen mit vier Zwischenrufen und einem "Her damit!", Herder Verlag, Freiburg im Breisgau 1995, ISBN 978-3-451-04339-0
- Fußballfrei in 11 Spieltagen : eine Entziehungskur für Süchtige, Fischer Taschenbuch-Verlag, Frankfurt am Main 1998, ISBN 978-3-596-13965-1
- Ciao, Lodda!: Das Buch Matthäus, zusammen mit Matt Lieske, Eichborn Verlag, Frankfurt am Main 2000, ISBN 978-3821835723
- Meister des runden Leders. Kleines Wörterbuch zu Reiner Calmund, Belchen Verlag, 2001, ISBN 978-3-9334-8394-2
- Eingelocht : die wundersame Welt des Golfspiels, Eichborn, Frankfurt am Main 2003, ISBN 978-3-8218-4819-8
- Belgien : Ein Länderporträt, Christoph-Links-Verlag, Berlin 2017, ISBN 978-3-86284-404-3
- 100 Orte in Ostbelgien & Umgebung, Grenz-Echo-Verlag, Eupen 2018, ISBN	978-3-86712-124-8
- Haarig! Revolte, Magie, Erotik : Geschichten vom feinsten Körperteil, zusammen mit Anka Schmid, Edition Zeitblende, München 2019, ISBN 978-3-03800-033-4
- Die Zahl 38.185, Eifeler Literaturverlag, Aachen 2021, ISBN 978-3-9612-3018-1
- Ach, Aachen!, Eifeler Literaturverlag, Aachen 2022, ISBN 978-3-96123-034-1